# Danilo Rea
Danilo Rea (Vicenza, 9 agosto 1957) è un pianista jazz italiano.

## Biografia
Trasferitosi a Roma da piccolo, consegue il diploma di pianoforte al Conservatorio di Santa Cecilia, debuttando nel 1975 nella musica jazz con Enzo Pietropaoli e Roberto Gatto, formando il Trio di Roma.
Contemporaneamente al jazz, sviluppa particolare interesse per la musica progressive e partecipa alla formazione del gruppo New Perigeo, di cui è leader e fondatore il contrabbassista Giovanni Tommaso. Il New Perigeo affronta una lunga tournée (settantadue concerti in settanta giorni), insieme con Rino Gaetano e a Riccardo Cocciante, della quale rimane testimonianza registrata l'album intitolato Q Concert.
Si fa strada nell'ambiente jazzistico sino a suonare con alcuni tra i più grandi solisti statunitensi, come Chet Baker, Lee Konitz, John Scofield, Joe Lovano, Art Farmer. Nel 1989 partecipa al lavoro di Roberto De Simone Requiem per Pier Paolo Pasolini, rappresentato al teatro San Carlo di Napoli con la direzione di Zoltán Peskó; nello stesso anno pubblica, assieme a Roberto Gatto, il disco Improvvisi.
Nel 1991 partecipa all'album di Pino Daniele "Un uomo in Blues" dove suonano musicisti americani come Mick Goodrick, Harvie Swartz e Gary Shaffee
Nel 1997 crea, con il contrabbassista Enzo Pietropaoli e il batterista Fabrizio Sferra, i Doctor 3, un trio che da un decennio calca i più importanti palcoscenici del jazz italiani. Il suo disco The Tales of Doctor 3 viene nominato miglior disco di jazz italiano nel 1998, mentre il lavoro successivo, The songs remain the same, vince il titolo di miglior disco jazz di Musica&Dischi nel 1999.
In Italia sono numerose le sue collaborazioni nell'ambito del pop, come pianista di fiducia di artisti quali Mina, Claudio Baglioni, Pino Daniele e come collaboratore occasionale, tra gli altri, di Domenico Modugno, Fiorella Mannoia, Riccardo Cocciante, Renato Zero, Gianni Morandi e Adriano Celentano. Nel 2001 partecipa alla realizzazione di Mina in Studio, il documentario in cui Mina riappare in video dopo molti anni di assenza. Nel 2006 prende parte al Concerto per l'Europa, sull'isola di Ventotene, che lo vede protagonista assieme a Baglioni, Nicola Piovani e Luis Bacalov.
Nella stagione 2007-2008 partecipa allo spettacolo Uomini in frac  insieme con altri musicisti, come Peppe Servillo, Fausto Mesolella, Mimì Ciaramella degli Avion Travel, Fabrizio Bosso, Furio Di Castri, Javier Girotto, Gianluca Petrella e Cristiano Calcagnile. Lo spettacolo è stato allestito per festeggiare i cinquant'anni di Nel blu dipinto di blu e, per l'occasione, il gruppo esegue alcune canzoni di Domenico Modugno.
Le sue improvvisazioni, che spaziano su qualsiasi repertorio, sono apprezzate durante i concerti che tiene nelle tournée nel mondo e durante i principali festival jazz.
Nel 2009 è uno dei 70 artisti ospiti del doppio CD di Baglioni, Q.P.G.A., dove Rea suona il pianoforte nella canzone "Centocelle".
Nel 2010 crea le musiche per lo spettacolo "Commedia" di e con Giorgio Barberio Corsetti. I video sono di Cristian Taraborrelli.
Il 15 giugno del 2011, insieme con Paolo Damiani e Rashmi V. Bahtt, al crepuscolo, ha improvvisato un memorabile concerto sui tetti di Roma. L'intero incasso è stato devoluto ad Emergency, la ONLUS di Gino Strada.
Nel 2012 ha accompagnato in alcune serate estive Gino Paoli, sia da solo che con il gruppo composto da Flavio Boltro (tromba), Rosario Bonaccorso (contrabbasso) e Roberto Gatto (batteria), nell'ambito del progetto Incontro in jazz, nato sulla scia della collaborazione all'album Milestones del 2007.
Il 21 febbraio 2014 partecipa al Festival di Sanremo, sempre con Paoli, cui fa seguito una tournée primaverile. Dal 2019 è presidente per la sezione musica del Premio nazionale "Penisola Sorrentina Arturo Esposito" di cui è stato a sua volta insignito nel 2018, un premio dedicato alle eccellenze della cultura e dello spettacolo italiano.

## Discografia
- 1989 - Reunion Flight Charts and Plans
- 2000 - Lost In Europe
- 2004 - Lirico (Egea)
- 2004 - Romantica (trio con Ares Tavolazzi e Roberto Gatto)
- 2006 - Jazzitaliano Live
- 2007 - Introverso

 Con Lingomania 
- 1988 - Grr...Expanders
- 1989 - Camminando

 Con Roberto Gatto 
- 1986 - Notes
- 1987 - Ask (con John Scofield)
- 1989 - Improvvisi
- 2003 - Baci Rubati (live)

 Con Maurizio Giammarco 
- 1988 - Hornithology

 Con Doctor 3 
- 1998 - The Tales Of Doctor 3
- 1999 - The Songs Remain The Same
- 2001 - Bambini Forever
- 2001 - Live And More
- 2003 - Winter Tales
- 2007 - Blue
- 2007 - Jazz Italiano Live 2007
- 2008 - Jazz Italiano Live 2008 - Omaggio al Sessantotto

 Con New Perigeo 
- 1981 - Effetto amore
- 1981 - Q Concert

 Con Maria Pia De Vito 
- 2005 - So Right

 Con Aldo Romano 
- 2004 - Threesome

 Con Massimo Moriconi 
- 2001 - D'improvviso

 Con Giovanni Tommaso Quintet 
- 1983 - GND
- 1986 - Via GT
- 1988 - To Chet

 Con Massimo Urbani 
- 1993 - The Blessing

 Con Paolo Damiani 
- 1994 - Eslo
- 2007 - Al tempo che farà

 Con Gino Paoli 
- 2007 - Milestones
- 2011 - Un incontro di jazz
- 2012 - Due come noi che...
- 2014 - Sanremo 2014
- 2017 - 3

 Con The Crew 
- 2006 - Sun and Moon for Free

 Con Lillo Quarantino 
- 2006 - Fado Meridiano

 Con Pentarte Ensemble 
- 1994 - Contact Areas

 Con Nicola Stilo 
- 1995 - Errata Corrige

 Con Pietro Tonolo 
- 1994 - Simbiosi
- 1999 - Sotto La Luna

 Con Renato Sellani 
- 2008 - Amapola

 Con Marco Volpe 
- 1989 - Exacting Work

 Con Mina 
- 1989 - Uiallalla
- 1990 - Ti conosco mascherina
- 1991 - Caterpillar vol. 1-2
- 1992 - Sorelle Lumière
- 1994 - Canarino mannaro
- 1995 - Pappa di latte
- 1996 - Cremona
- 1996 - Napoli
- 1998 - Mina Celentano
- 1999 - Olio
- 1999 - Mina Nº 0
- 2000 - Dalla terra
- 2001 - Sconcerto
- 2003 - Napoli secondo estratto
- 2005 - L'allieva
- 2006 - Bau
- 2012 - 12 (American Song Book)
- 2014 - Selfie

 Con Martux_m 
- 2008 - Reminiscence - Parco della Musica Records
- 2011 - Silence - La musica di Repubblica - L'Espresso (con Paolo Damiani)

 Con Paolo Damiani e Rashmi V. Bhatt 
- 2011 - Sotto il cielo di Roma (DVD live)

 Con Ramin Bahrami 
- 2017 - Bach, Bach is in the air - Bahrami/Rea, Decca

 Con Claudio Baglioni 
- 1990 - Oltre
- 1995 - Io sono qui
- 1996 - Attori e spettatori
- 2000 - Acustico 13.8-22.9.2000 Sogno di una notte di note
- 2003 - Sono io - L'uomo della storia accanto
- 2006 - Quelli degli altri tutti qui
- 2020 - In questa storia che è la mia

 Con Renato Zero 
- 1987 - Zero
- 2013 - Amo - Capitolo I